# Calea ferată Buzău–Mărășești
Calea ferată Buzău–Mărășești este o cale ferată principală în România. Ea traversează marginea de est a Carpaților Orientali, mergând spre nord prin regiunile Muntenia și Moldova.

## Istoric
Între anii 1868-1872 a fost construită Calea ferată București–Galați–Roman, prima cale ferată ce lega câteva orașe mari din estul țării. Această cale ferată din Muntenia în nordul României și apoi în orașul Suceava din Bucovina (ce aparținea pe atunci de Austria) era destul de greoaie din cauza drumului lung prin porturile dunărene Brăila și Galați. Această problemă evidentă pentru toată lumea a avut un nou aspect în Războiul Ruso-Turc din 1877-1878, căci transportul feroviar al trupelor rusești aliate cu România risca să fie atacat de trupele turcești din Dobrogea.
Imediat după război, prim-ministrul Ion C. Brătianu a dispus construirea căii ferate de la Buzău la Mărășești, care urma să scurteze distanța dintre cele două orașe de la 207 la 90 km. În martie 1879 regele Carol I al României a promulgat o lege în acest sens.
Până atunci, construirea căilor ferate din România fusese concesionată către consorții internaționale, care foloseau ingineri străini și pe anumite tronsoane chiar și muncitori calificați străini. Construirea liniei descrise aici a fost prima din România, care s-a realizat cu ingineri români.
Calea ferată traversa terenuri plate; cu toate acestea, se intersecta cu opt râuri mari. Primele măsurători topografice au fost începute la 13 mai 1879, iar munca efectivă în noiembrie 1879. La 13 iunie 1881 au trecut primele trenuri de călători și la 1 septembrie 1881 primele trenuri de marfă.
Costurile au fost mult mai mici decât cele ale căilor ferate construite de companiile străine. Cu toate acestea, au fost făcute reduceri de calitate în lucrările de construcție; cele 77 poduri au fost executate din lemn.

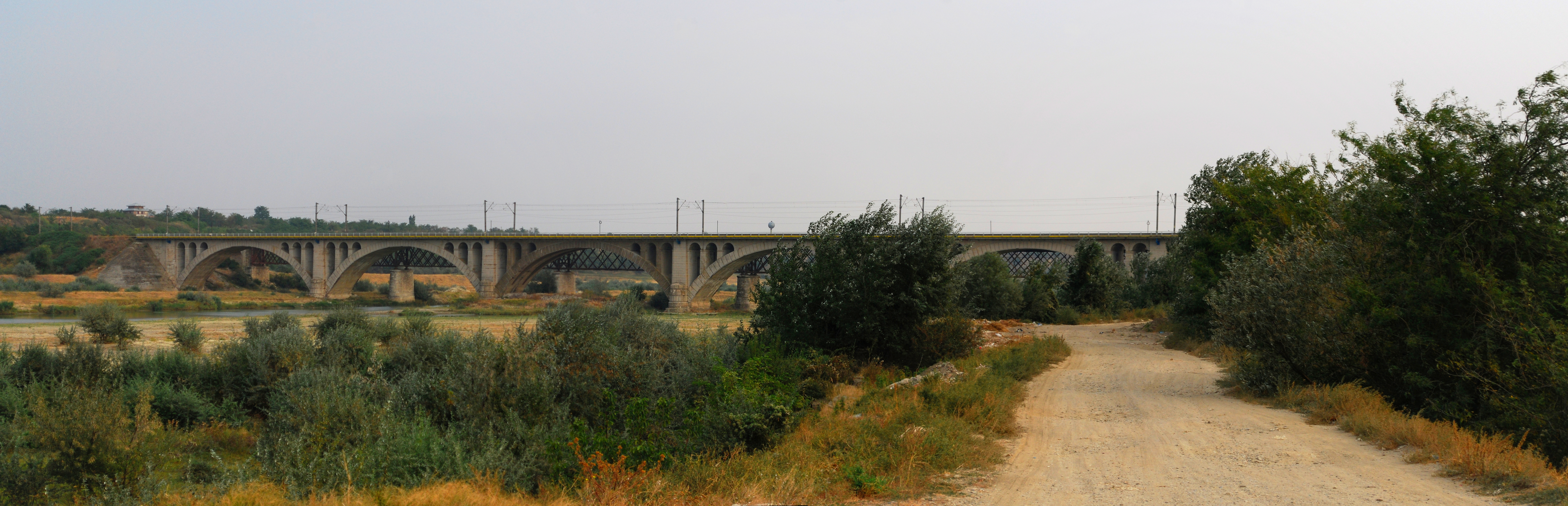
Podul de la Vadu Pașii peste râul Buzău.

Calea ferată a fost inaugurată oficial la 18 octombrie 1881, la Focșani, în prezența Regelui Carol I, a Reginei Elisabeta și a lui Ion C. Brătianu și a fost exploatată de compania feroviară română de stat Căile Ferate Române.
La început, era permisă circulația pe această linie numai a trenurile cu o viteză maximă de 65 km/h și o sarcină maximă pe osie de 8 tone. După numai trei ani, circulația trenurilor pe această cale ferată a fost întreruptă din motive de siguranță; opt poduri mari de lemn au fost înlocuite cu poduri metalice de oțel.
Între anii 1940-1942 a avut loc dublarea liniei de pe această cale ferată, iar din data de 28 mai 1978 întreaga secțiune Ploiești-Suceava este electrificată.

## Situație actuală

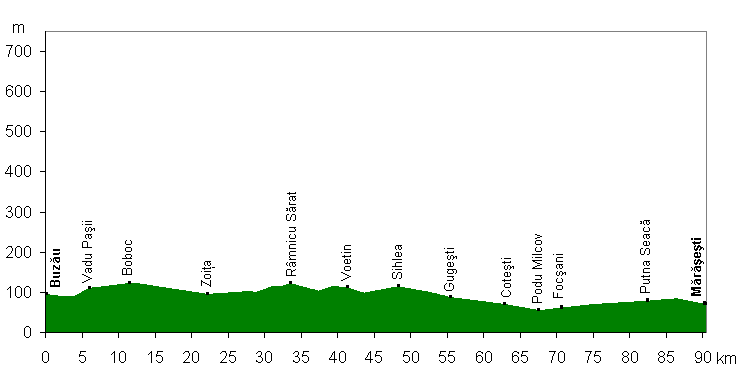
Profilul la înălțime al căii ferate

Întreaga cale ferată este cu linie dublă și electrificată cu curent alternativ (25 kV, 50 Hz). Ea este o parte a importantei magistrale feroviare Nord-Sud de la Suceava la București și este intens frecventată atât de trenuri de călători, cât și de trenuri de marfă.